# Mauvaise Mère
Pour plus de détails, voir Fiche technique et Distribution.
Mauvaise Mère est un téléfilm français réalisé par Adeline Darraux, d'après le livre Mauvaise Mère : les blessures de l'adoption de Judith Norman, adapté par Isabel Sebastian. Il a été diffusé pour la première fois, en France, le 14 avril 2020 sur France 3.

## Synopsis
Mina a 13 ans. D'origine éthiopienne, elle a été adoptée par un couple de Français, Lionel et Judith, déjà parents d'Élise. La jeune fille rentre dans l'adolescence et les questions se posent : comment connaît-on sa date d'anniversaire puisqu'elle a été abandonnée ? Ses parents aiment-ils plus leur fille naturelle ? Les questions se transforment en révolte, à l'école, contre sa mère, contre sa sœur. Elle est renvoyée trois jours de son collège, elle fugue. La situation devient intenable. Comment y remédier ?

## Fiche technique[1]
- Réalisation : Adeline Darraux
- Premier assistant réalisatrice : Stéphane Le Coz
- Scénario : Isabel Sebastian d'après le livre Mauvaise Mère ou les blessures de l'adoption de Judith Norman
- Production : Cinétévé, avec la participation de France 3
- Productrices : Fabienne Servan-Schreiber et Delphine Claudel
- Directeurs de production : Olivier Schmitt et Laurent Rigaut
- Photo : Dominique Bouilleret
- Décor : Jimmy Vansteenkiste
- Costumes : Sylvie Laskar
- Pays d'origine :  France
- Langues originales : français
- Format : couleur
- Genre : drame
- Dates des premières diffusions :
  -  France : 14 avril 2020 sur France 3

## Distribution
Sauf indication contraire, les informations mentionnées dans cette section peuvent être confirmées par la base de données cinématographiques IMDb,  présente dans la section « Liens externes ».Christian Van Tomme :le professeur
- Barbara Schulz : Judith
- Thierry Godard : Lionel
- Jessyrielle Massengo : Mina
- Sophie Breyer : Élise
- Luce Mouchel : Yolande, la grand-mère
- Passi Balende : Médecin Pompiers
- Isabelle Goethals Carre : Assistante sociale hôpital
- Caroline Cesaro : Infirmière hôpital
- Anne Conti : Capitaine Lanteri
- Isabelle Côte Willems : Assistante sociale
- Jade Phan-Gia : Psychologue
- Daniel Njo Lobé : le docteur Debroux

## Production

### Inspiration
L'histoire est une adaptation du récit de Judith Norman. Dans son livre Mauvaise Mère : les blessures de l'adoption, cette mère adoptive raconte sa propre histoire et celle de sa fille adoptive. La réalisatrice, Adeline Darraux, et France 3 sont des habitués des thèmes délicats en rapport avec la maternité puisque la réalisatrice avait déjà réalisé, pour la même chaîne, le téléfilm Une mère sous influence évoquant la dépression post-partum,.

### Tournage
Le téléfilm a été tourné, du 31 août au 28 septembre 2018, dans les Hauts-de-France, notamment à Englos et à Zuydcoote.

### Casting
Les parents sont interprétés par deux habituées du petit écran : Barbara Schulz, connue pour de nombreux rôles dont la mini-série Le Mystère du lac, et Thierry Godard, connue entre autres pour Engrenages. La sœur de Mina est incarnée par Sophie Breyer, remarquée dans la série belge La Trêve. Le rôle central de Mina a été confié à Jessyrielle Massengo, dont c'est le premier rôle et pour lequel elle a reçu le Prix de l'espoir féminin au Festival de Luchon en 2020.

## Accueil critique
France Bleu parle d'« une réussite » : « Ce désarroi et cette souffrance, on les ressent dans chacun des personnages, et on comprend leur point de vue sans jamais les juger. C’est  la force de l’adaptation qu’Isabel Sebastian a tirée du livre de Judith Norman « Mauvaise mère, les blessures de l’adoption » paru aux éditions Les liens qui libèrent :  Pas de pathos exagéré, c’est sensible mais c’est incisif et ça secoue. » Pour L'Humanité, le téléfilm « est bien loin d’une simple chronique de l’adoption. Il montre, à travers le personnage de Mina, tous les équilibres qui se nouent et se dénouent dans une famille toute simple. On y parle de liens du cœur, de la notion d’autorité et de respect. C’est à la fois bouleversant et très juste. » Télé Star applaudit les deux premiers rôles féminins : Barbara Schulz pour sa « prestation très sobre et convaincante de cette mère adoptive » et « le jeu de Jessyrielle Massengo, qui incarne avec justesse cette adolescente en pleine crise d'identité ». Même impression pour Le Parisien qui salue aussi Thierry Godard : « Impressionnante de naturel, son interprète, Jessyrielle Massengo — meilleur espoir féminin à Luchon — s'impose aux côtés de Barbara Schulz et Thierry Godard, dont la sincérité transperce l'écran. »

## Audience
Lors de sa diffusion sur France 3, le 14 avril 2020, le téléfilm se place à la deuxième place des audiences en France avec 3 261 000 téléspectateurs, soit 11,9 % de part d'audience, loin derrière Harry Potter à l'école des sorciers proposé par TF1.

## Diffusion Chaine Française
| Jour                | Heure | Chaine   | Audience  |
| ------------------- | ----- | -------- | --------- |
| Mardi 14 Avril 2020 |       | France 3 | 3 261 000 |
| Jeudi 12 Août 2021  | 22h40 | France 3 |           |

## Récompenses
Festival des créations télévisuelles de Luchon 2020 :
- Pyrénées d'Or de la meilleure fiction unitaire
- Prix du meilleur espoir féminin pour Jessyrielle Massengo